# Ігілік (Зерендинський район)
Ігілі́к (каз. Игілік) — село у складі Зерендинського району Акмолинської області Казахстану. Входить до складу сільського округу імені Канай-бі.
Населення — 344 особи (2021; 388 у 2009, 507 у 1999, 610 у 1989).
Національний склад станом на 1989 рік:
- казахи — 100 %.

У радянські часи село називалось також Іглік.